# Death Lives
Death Lives («Смерть жива») — шестая серия третьего сезона мультсериала «Гриффины». Премьерный показ состоялся 15 августа 2001 года на канале FOX. В России премьерный показ состоялся 5 августа 2002 года на канале Рен-ТВ.

## Сюжет
Гленн Куагмир приглашает Питера Гриффина на игру в гольф, прямо в день годовщины свадьбы последнего. Питер соглашается, а чтобы жена не узнала о том, куда он уехал, Питер посылает Лоис играть в шарады, которые он заранее спрятал в разных частях города. Во время игры в Питера попадает молния и он впадает в состояние клинической смерти. Явившаяся Смерть объясняет Питеру, что его брак находится под угрозой — Питер умрёт через два года после развода с Лоис. Смерть пытается помочь Питеру избежать проблем в браке, а Питер, в свою очередь, помогает Смерти устроить свидание с Эми — продавщицей из зоомагазина.
Первое посещение зоомагазина вышло неудачным: увидев Смерть, животные в клетках взбесились, поэтому нормально поговорить с Эми у Смерти не получилось.
Смерть переносит Питера назад во времени — когда он ещё только ухаживал за своей будущей женой Лоис. Питер сразу не понравился отцу невесты Картеру Пьютершмидту, который даже попытался убить Питера, сбросив его с самолёта в море. Питера спасло судно ВМС США, на котором служил Куагмир. Добравшись до берега, Питер познакомился с дальнобойщиком Кливлендом и вернулся с ним в Род-Айленд. По дороге за ними охотились члены Ку-клукс-клана, которых Питер упорно принимал за привидений.
Питер возвращается в дом Пьютершмидтов, но там на него набрасываются сторожевые собаки и Питер, убегая от них, врывается в сауну к Картеру. Там он просит у главы семейства руки Лоис, но Картер предлагает Питеру чек на миллион долларов, чтобы тот оставил их семью в покое. Но Питер рвёт чек и восхищённая Лоис, которая услышала разговор, понимает, что Питер её действительно любит.
Вторая попытка свидания Смерти с Эми вне магазина также обернулась неудачей.
Питер понимает, что он перестал ценить свою жену, и поэтому, очнувшись, просит Смерть оплатить выступление (прямо на гольф-поле) Питера Фрэмптона. Смерть соглашается и лично приходит в дом Фрэмптона, чтобы убедить его немедленно туда приехать со своей гитарой.
Разъярённая Лоис приезжает к Питеру на гольф-поле, готовая закатить скандал, но тут появляется Питер Фрэмптон с песней, которая романтически связывает Питера и Лоис (в молодости они целовались на дороге под эту песню, звучащую из радио разбившегося грузовика, аварию которого они даже не заметили). Питер объясняет Лоис, что это и был его подарок на их годовщину свадьбы, и Лоис прощает мужа.
Свидание Смерти и Эми так и не увенчалось успехом: Смерть убивает её своим «прикосновением смерти» («death touch»).

## Создание
Автор сценария: Майк Генри
Режиссёр: Роб Рензетти
Приглашённые знаменитости: Адам Кэролла (в роли Смерти), Эстелль Харрис (в роли мамы Смерти), Лаура Сильверман (в роли Эми) и Питер Фрэмптон (камео).